# Crouy-en-Thelle

Crouy-en-Thelle este o comună în departamentul Oise, Franța. În 1 ianuarie 2022 avea o populație de 1.100 de locuitori.